# Saint-Blin
Saint-Blin és un municipi francès situat al departament de l'Alt Marne i a la regió del Gran Est. És un poble rural. El 2021 tenia 340 habitants.